# Corey Harrison
Richard Corey Harrison (nascido em 27 de abril de 1983)  é um empresário americano e personalidade de televisão , conhecido como um membro do elenco da série de TV de História Pawn Stars, que documenta seu trabalho na loja de penhores Gold & Silver Vegas, que ele copossui com seu pai, Rick Harrison.

## Vida pregressa
Richard Corey Harrison nasceu em 27 de abril de 1983, é filho de Rick Harrison e neto de Richard Benjamin Harrison , coproprietário do World Famous Gold & Silver Pawn Shop em Las Vegas.  Ele tem três irmãos, Christopher Harrison, Adam Harrison e Jake Harrison.

## Carreira
Harrison, que é conhecido pelo apelido de "Big Hoss", começou a trabalhar na loja com nove botões de polimento.  Ele acabou se tornando o gerente das operações do dia-a-dia da loja e 30 de seus funcionários. Ele faz a maioria das compras de qualquer pessoa na loja, e está sendo preparado por Rick para ser o chefe um dia. Parcelas de Peão Estrelas, muitas vezes apresentam Harrison entrar em conflito com seu pai e avô sobre seu conhecimento do estoque da loja, suas responsabilidades como um gerente, e seu julgamento global das vendas, em particular, a sua compra de itens caros.
Na sexta temporada, Harrison diz ao pai e ao avô que ele vai aceitar um emprego em outro negócio se não receber uma parceria de 10% na loja. Ele permanece com a loja depois de receber um aumento e uma parceria de 5%, com a possibilidade de uma participação maior no negócio no futuro.
Harrison apareceu como ele mesmo, ao lado de seu pai Rick e Chumlee em "iLost My Head em Las Vegas", o 3 de novembro de 2012 episódio da série de TV americana iCarly .

## Vida pessoal
Após a cirurgia da banda gástrica em 2010 e uma mudança em sua dieta, o peso de Harrison caiu de 166 kg (365 lb) para 113 kg (250 lb) em julho de 2011.
Em 26 de abril de 2014, horas antes de sua comemoração de 31 anos, Harrison foi ferido em um acidente de moto. Ele sofreu com um braço quebrado e ferimentos nas costas e no pé.
Harrison se divorciou de sua primeira esposa em 2015. Em julho de 2017, Harrison se casou com sua segunda esposa, Kiki, de quem ele pediu o divórcio em agosto de 2018. O divórcio foi confirmado em 10 de setembro de 2018.